# Магомедтагиров, Магомедрасул Магомедтагирович
Магомедрасул Магомедтагирович Магомедтагиров (24 мая 2004, Губден, Карабудахкентский район, Дагестан, Россия) — российский спортсмен, специализируется по ушу. Чемпион России по ушу. Кандидат в мастера спорта России.

## Спортивная карьера
Является воспитанником губденской школы ушу, занимается под руководством Магомед-Али Магомедова. В начале декабря 2023 года в Ростове-на-Дону, победив в финале Сергея Колыбельникова из Ростовской области, стал победителем Первенства России среди юниоров 18-20 лет. В апреле 2024 года в Москве, победив в финале Зиявутдина Гаджиева из Дагестана, стал чемпионом России. В феврале 2025 года в Вологде, принял участие в составе сборной России в матчевой встрече против Китая, он выиграл в очной схватке, которая завершилась победой россиян со счётом 6:2.

## Спортивные достижения
- Первенство России по ушу среди юниоров 2023 — ;
- Чемпионат России по ушу 2024 — ;